# Championnat de Belgique de football de troisième division 1957-1958
Navigation
saison précédente saison suivante
Le Championnat de Belgique de football Division 3 1957-1958 est la 29e édition du championnat de troisième niveau national de football en Belgique. Il conserve le même format que la saison précédente, à savoir deux séries de 16 équipes, qui se rencontrent deux fois chacune pendant la saison. Les deux champions sont promus en Division 2, tandis que les deux derniers de chaque série sont relégués en Promotion.
La lutte pour le titre est très serrée dans la « Série A » où émerge de peu le « Club » Renaisien devant Wargem (vice champion pour la 3e saison consécutive) et Merksem. En « B », le FC Sérésien s'assure les lauriers en prenant ses distances vis-à-vis d'Herentals.
Exception faite du SC Boussu-Bois, auteur d'une saison calamiteuse (2 partages et 28 défaites !), la lutte pour le maintien est âpre dans les deux séries. Tubantia descend en raison d'un plus grand nombre de défaites concédées, par rapport au CS Brainois et à La Forestoise. Herstal et le Stade Louvain sont devancés de justesse par Arlon et Tongres.
Si le Tubantia FC retrouvera assez vite la « D3 », les trois autres descendants vont connaître un long purgatoire et une retour en séries provinciales, avant de retrouver le 3e étage de la pyramide du football belge.

## Clubs participants 1957-1958
32 clubs participent à cette édition, soit le même nombre que lors du championnat précédent. Les clubs dont le matricule est indiqué en gras existent encore en 2014.

### Série A

#### Localisations Série A
| \| Tubantia OLSE Merksem Willebroek Izegem Waregem Beveren Lokeren Eeklo RC Gand Racing CB La Forestoise CS Brainois FC Renaisien Boussu Mons La Louvière \| Localisation des clubs engagés en Division 3A 1957-1958 |
| Tubantia OLSE Merksem Willebroek Izegem Waregem Beveren Lokeren Eeklo RC Gand Racing CB La Forestoise CS Brainois FC Renaisien Boussu Mons La Louvière                                                               |

#### Participants Série A
| #  | Nom                                                   | Mat. | Ville           | Stades             | En D3 depuis    | Total en D3 | S. précédente     |
| -- | ----------------------------------------------------- | ---- | --------------- | ------------------ | --------------- | ----------- | ----------------- |
| 1  | Royal Racing Club de Bruxelles                        | 6    | Bruxelles       | stade du Heysel    | 1957-1958 (1re) | 2 saisons   | Division 2 16e    |
| 2  | Royal Racing Club de Gand                             | 11   | Gand            | E. Hielstadion     | 1955-1956 (3e)  | 13 saisons  | 6e Série B        |
| 3  | Royal Albert Elisabeth Club Mons                      | 44   | Mons            | stade Ch. Tondreau | 1952-1953 (6e)  | 26 saisons  | 13e Série B       |
| 4  | Royal Football Club Renaisien                         | 46   | Renaix          | Parc Lagache       | 1953-1954 (5e)  | 10 saisons  | 5e Série B        |
| 5  | Royal Cercle Sportif La Forestoise                    | 51   | Forest          | stade communal     | 1953-1954 (5e)  | 8 saisons   | 9e Série B        |
| 6  | Koninklijkie Tubantia Football Club                   | 64   | Borgerhout      | Riviernhof         | 1954-1955 (4e)  | 10 saisons  | 12e Série A       |
| 7  | Koninklijke Willebroekse Sportvereniging              | 85   | Willebroek      | Henry Pickery      | 1953-1954 (5e)  | 18 saisons  | 3e Série B        |
| 8  | Royale Association Athlétique Louviéroise             | 93   | La Louvière     | ??                 | 1954-1955 (4e)  | 17 saisons  | 10e Série B       |
| 9  | Royal Sporting Club Boussu-Bois                       | 167  | Boussu          | ??                 | 1948-1949 (10e) | 11 saisons  | 14e Série B       |
| 10 | Koninklijke Football Club Eeklo                       | 231  | Eeklo           | ??                 | 1956-1957 (2e)  | 4 saisons   | 7e Série B        |
| 11 | Kon. Oudde-Leerlingen St-Augustinus Merksem Sportclub | 544  | Merksem         | ??                 | 1956-1957 (2e)  | 7 saisons   | 8e Série A        |
| 12 | Koninklijkie Football Club Izegem                     | 935  | Izegem          | ??                 | 1955-1956 (3e)  | 10 saisons  | 8e Série B        |
| 13 | Sportkring Beveren-Waas                               | 2300 | Beveren         | Freethiel          | 1949-1950 (9e)  | 9 saisons   | 12e Série B       |
| 14 | Koninklijke Sportvereniging Waregem                   | 4451 | Waregem         | Gaverbeek          | 1954-1955 (4e)  | 8 saisons   | 2e Série B        |
| 15 | Royal Cercle Sportif Brainois                         | 75   | Braine-l'Alleud | ??                 | 1957-1958 (1re) | 7 saisons   | 1er Prom. Série B |
| 16 | Koninklijke Racing Club Lokeren                       | 282  | Lokeren         | Daknam             | 1957-1958 (1re) | 7 saisons   | 1er Prom. Série D |

### Série B
| #  | Nom                                              | Mat. | Ville      | Stades                   | En D3 depuis    | Total en D3 | S. précédente     |
| -- | ------------------------------------------------ | ---- | ---------- | ------------------------ | --------------- | ----------- | ----------------- |
| 1  | Royal Racing Club Tirlemont                      | 132  | Tirlemont  | ??                       | 1957-1958 (1re) | 6 saisons   | Division 2 15e    |
| 2  | Royal Football Club Sérésien                     | 17   | Seraing    | stade du Pairay          | 1952-1953 (6e)  | 11 saisons  | 6e Série A        |
| 3  | Royal Stade Louvaniste                           | 18   | Louvain    | ??                       | 1953-1954 (5e)  | 12 saisons  | 9e Série A        |
| 4  | Koninklike Tongerse Sportvereniging Cercle       | 54   | Tongres    | ??                       | 1952-1953 (6e)  | 16 saisons  | 7e Série A        |
| 5  | Royal Club Sportif Schaerbeek                    | 55   | Schaerbeek | Parc Josaphat            | 1947-1948 (11e) | 15 saisons  | 4e Série B        |
| 6  | Royal Racing Football Club Montegnée             | 77   | Montegnée  | ??                       | 1954-1955 (4e)  | 19 saisons  | 11e Série A       |
| 7  | Association Sportive Herstalienne Société Royale | 82   | Herstal    | ??                       | 1952-1953 (6e)  | 21 saisons  | 14e Série A       |
| 8  | Koninklijke Football Club Herentals              | 97   | Herentals  | ??                       | 1956-1957 (2e)  | 13 saisons  | 2e Série A        |
| 9  | Royale Jeunesse Arlonaise                        | 143  | Arlon      | Beau Site                | 1956-1957 (2e)  | 20 saisons  | 7e Série A        |
| 10 | Koninklijke Football Club Turnhout               | 148  | Turnhout   | Villapark                | 1952-1953 (6e)  | 6 saisons   | 4e Série A        |
| 11 | Union Royale Namur                               | 156  | Namur      | stade des Champs-Elysées | 1950-1951 (8e)  | 20 saisons  | 3e Série A        |
| 12 | Koninklijke Daring Club Leuven                   | 223  | Kessel-Lo  | ??                       | 1952-1953 (6e)  | 20 saisons  | 13e Série A       |
| 13 | Royal Sporting Club Union & Progrès Jette        | 474  | Jette      | ??                       | 1955-1956 (3e)  | 12 saisons  | 11e Série B       |
| 14 | Voorwaarts Tienen                                | 3229 | Tirlemont  | ??                       | 1951-1952 (7e)  | 8 saisons   | 10e Série A       |
| 15 | Koninklijke Aarschot Sport                       | 441  | Aarschot   | ??                       | 1957-1958 (1re) | 8 saisons   | 1er Prom. Série C |
| 16 | Vrij en Vlug Overpelt-Fabriek                    | 2554 | Overpelt   | De Leukens               | 1957-1958 (1re) | 1 saison    | 1er Prom. Série A |

#### Localisations Série B
| \| Liège: · R. FC Sérésien · R. Racing FC Montegnée · + · AS Herstalienne SR FC Turnhout Herentals Schaerbeek SCUP Jette Aarschot St. Louvain DC Louvain RC Tirlemont V. Tienen Overpelt Tongres Liège UR Namur Arlon \| Localisation des clubs engagés en Division 3B 1957-1958 |
| Liège: · R. FC Sérésien · R. Racing FC Montegnée · + · AS Herstalienne SR FC Turnhout Herentals Schaerbeek SCUP Jette Aarschot St. Louvain DC Louvain RC Tirlemont V. Tienen Overpelt Tongres Liège UR Namur Arlon                                                               |

## Résultats et Classements
- Le nom des clubs est celui employé à l'époque

Légende
- Clubs champions et promus en Division 2 la saison suivante
- Clubs relégués en Promotion la saison suivante

Abréviations
 : club relégué de « Division 2 » depuis la saison précédente
 : Clubs promus de « Promotion » depuis la saison précédente

### Classement final - Division 3A
| Rang | Équipe              | Pts | J  | G  | N  | P  | Bp | Bc  | Diff |
| ---- | ------------------- | --- | -- | -- | -- | -- | -- | --- | ---- |
| 1    | R. FC RENAISIEN     | 44  | 30 | 20 | 46 | 75 | 38 |     |      |
| 2    | K. SV Waregem       | 42  | 30 | 17 | 8  | 5  | 69 | 32  | +37  |
| 3    | K. OLSE Merksem SC  | 40  | 30 | 17 | 6  | 7  | 64 | 40  | +24  |
| 4    | K. FC Eeklo         | 38  | 30 | 16 | 6  | 8  | 67 | 42  | +25  |
| 5    | R. AA Louvièroise   | 38  | 30 | 16 | 6  | 8  | 58 | 39  | +19  |
| 6    | R. Racing CB        | 38  | 30 | 17 | 4  | 9  | 70 | 40  | +30  |
| 7    | K. FC Izegem        | 32  | 30 | 14 | 4  | 12 | 46 | 42  | +4   |
| 8    | K. Willebroekse SV  | 32  | 30 | 15 | 2  | 13 | 62 | 48  | +14  |
| 9    | R. AEC Mons         | 28  | 30 | 11 | 6  | 13 | 58 | 54  | +4   |
| 10   | K. RC Lokeren       | 27  | 30 | 12 | 3  | 15 | 40 | 53  | -13  |
| 11   | R. RC de Gand       | 26  | 30 | 12 | 2  | 16 | 46 | 57  | -11  |
| 12   | SK Beveren-Waas     | 24  | 30 | 10 | 4  | 16 | 29 | 48  | -19  |
| 13   | R. CS La Forestoise | 23  | 30 | 7  | 9  | 14 | 34 | 52  | -18  |
| 14   | R. CS Brainois      | 23  | 30 | 8  | 7  | 15 | 38 | 55  | -17  |
| 15   | K. Tubantia FC 1    | 23  | 30 | 9  | 5  | 16 | 37 | 61  | -24  |
| 16   | R. SC Boussu-Bois   | 2   | 30 | 0  | 2  | 28 | 18 | 110 | -92  |

1 De nos jours, c'est La Forestoise (13e à l'époque) qui serait reléguée, en raison de son plus petit nombre de victoires.

### Classement final - Division 3B
| Rang | Équipe                 | Pts | J  | G  | N  | P  | Bp | Bc | Diff |
| ---- | ---------------------- | --- | -- | -- | -- | -- | -- | -- | ---- |
| 1    | R. FC SERESIEN         | 43  | 30 | 19 | 5  | 6  | 63 | 35 | +28  |
| 2    | K. FC Herentals        | 38  | 30 | 17 | 4  | 9  | 57 | 41 | +16  |
| 3    | UR Namur               | 36  | 30 | 16 | 4  | 10 | 49 | 39 | +10  |
| 4    | R. RC Tirlemont        | 34  | 30 | 13 | 8  | 9  | 49 | 37 | +12  |
| 5    | Voorwaarts Tienen      | 30  | 30 | 10 | 10 | 10 | 41 | 44 | -3   |
| 6    | R. SCUP Jette          | 30  | 30 | 10 | 10 | 10 | 28 | 35 | -7   |
| 7    | K. Aarschot Sport      | 30  | 30 | 12 | 6  | 12 | 44 | 53 | -9   |
| 8    | K. Daring Club Leuven  | 30  | 30 | 12 | 6  | 12 | 44 | 53 | -9   |
| 9    | V&V Overpelt-Fabriek   | 29  | 30 | 10 | 9  | 11 | 47 | 58 | -11  |
| 10   | R. Racing FC Montegnée | 29  | 30 | 11 | 7  | 12 | 40 | 39 | +1   |
| 11   | K. FC Turnhout         | 28  | 30 | 11 | 6  | 13 | 49 | 43 | +6   |
| 12   | R. CS Schaerbeek       | 27  | 30 | 10 | 7  | 13 | 40 | 48 | -8   |
| 13   | R. Jeunesse Arlonaise  | 25  | 30 | 6  | 13 | 11 | 39 | 50 | -11  |
| 14   | K. Tongerse SV Cercle  | 25  | 30 | 9  | 7  | 14 | 51 | 60 | -9   |
| 15   | AS Hestalienne SR      | 23  | 30 | 7  | 9  | 14 | 38 | 45 | -7   |
| 16   | R. Stade Louvaniste    | 23  | 30 | 11 | 1  | 18 | 40 | 48 | -8   |

### Meilleurs buteurs
- Série A : ?
- Série B : ?

## Récépitulatif  la saison
- Champion A: R. FC Renaisien (1er titre en D3)
- Champion B: R. FC Sérésien (1er titre en D3)

- Onzième titre de D3 pour la Province de Flandre orientale
- Seizième titre de D3 pour la Province de Liège

| Région flamande (14)            | Région flamande (14) | Province de Brabant (10)     | Province de Brabant (10) | Région wallonne (8)    | Région wallonne (8) |
| ------------------------------- | -------------------- | ---------------------------- | ------------------------ | ---------------------- | ------------------- |
| Province d'Anvers               | 5                    | Région de Bruxelles-Capitale | 4                        | Province de Hainaut    | 3                   |
| Province de Flandre-Occidentale | 2                    | Province du Brabant flamand  | 5                        | Province de Liège      | 3                   |
| Province de Flandre-Orientale   | 5                    | Province du Brabant wallon   | 1                        | Province de Luxembourg | 1                   |
| Province de Limbourg            | 2                    |                              |                          | Province de Namur      | 1                   |

1. ↑  Au niveau footballistique, la province de Brabant est toujours unitaire malgré sa partition territoriale en 1995.

### Admission / Relégation
Le « Club » Renaisien et le FC Sérésien remontent en Division 2. Les Flandriens en étaient descendus cinq ans auparavant, les Principautaires encore une saison plus tôt. Ces deux montants remplacent les relégués : l'AS Ostende et Uccle Sport. Le club bruxellois quitte définitivement le 2e niveau national.
Tubantia, Boussu-Bois, Herstal et Stade Louvain  sont renvoyés en Promotion, d'où sont promus Waaslandia Burcht, Fléron, l'US Tournaisienne et le Stade Waremmien. 
Le Stade Louvaniste ne retrouvera la Division 3 que 15 ans plus tard, après avoir dû faire un bref retour en séries provinciales. L'AS Herstalienne devra aussi retourner en P1, avant de revenir au 3e niveau, la même année que Louvain. Mais au contraire des Brabançons, les Liégeois rebasculeront après une saison, et cette fois, définitivement.
Une destinée identique attend le SC Boussu-Bois qui quittera les séries nationales. Mais, pour rejouer en « D3 »,  le club borain devra attendre 28 ans. Le cercle aura entretemps fusionné avec son voisin du FC Elouges et sera devenu le Royal Francs-Borains.

## Débuts en Division 3
Vrij en Vlug Overpelt-Fabriek joue sa toute première saison au 3e niveau national du football belge. Il est le 205e club différent à atteindre cet échelon (le 12e cercle de la Province de Limbourg).